# La Ciudad Eterna (película de 1923)
La Ciudad Eterna, película estadounidense dirigida por George Fitzmaurice en 1923. Adaptación de la película del mismo nombre, de los directores Hugh Ford y Edwin S. Porter realizada en 1915 y protagonizada por Pauline Frederick

## Elenco
- Barbara La Marr: Donna Roma

- Bert Lytell: David Rossi

- Lionel Barrymore: Baron Bonelli

- Richard Bennett: Bruno

- Montagu Love: Minghelli

- Joan Bennett: Page (sin acreditar)

- Betty Bronson: Page (sin acreditar)

- Ronald Colman: Extra (sin acreditar)

- Benito Mussolini: Él Mismo (sin acreditar)

## Otros créditos
- Color: Blanco y Negro
- Sonido: Muda